# Aphodius tersus
Aphodius tersus es una especie de coleóptero de la familia Scarabaeidae.

## Distribución geográfica
Habita en el paleártico: Europa y el Magreb.